# Matteo Melluzzo
Matteo Melluzzo (Siracusa, 29 luglio 2002) è un velocista italiano, campione europeo della staffetta 4×100 metri a Roma 2024.

## Biografia
Nato a Siracusa, dopo aver praticato il judo ha iniziato a cimentarsi nell'atletica leggera a partire dal 2010, presso l'A.S. Milone di Siracusa.
Nel 2020 è entrato a far parte del Gruppo Sportivo Fiamme Gialle.

## Carriera
Nel 2019 ha conquistato il titolo italiano allievi dei 100 metri piani con il tempo di 10"49. Nello stesso anno ha vinto la medaglia d'argento al Festival olimpico della gioventù europea con il tempo di 10"48. 
Con il tempo di 10"25, stabilito a Savona il 13 maggio 2021, è diventato il secondo junior italiano più veloce di sempre nei 100 m piani insieme a Pierfrancesco Pavoni, ad un decimo esatto dal record di categoria detenuto da Filippo Tortu. A giugno dello stesso anno è arrivato secondo ai campionati italiani assoluti correndo in 10"34, alle spalle del primatista italiano Marcell Jacobs. A luglio ha gareggiato agli Europei under 20 di Tallinn 2021, vincendo due medaglie di bronzo nei 100 m piani con il tempo di 10"31 e nella staffetta 4×100 m con il tempo di 40"18. Un mese più tardi, ai Mondiali under 20 di Nairobi 2021, dopo essere arrivato sesto nella finale dei 100 m piani, ha stabilito il nuovo record italiano under 20 della staffetta 4×100 m (insieme ad Angelo Ulisse, Filippo Cappelletti e Lorenzo Simonelli) con il tempo di 39"28, che non è bastato tuttavia per salire sul podio.
Nel 2023 ha conquistato la medaglia d'oro nella staffetta 4×100 metri agli Europei under 23 di Espoo 2023 insieme ad Eric Marek, Marco Ricci e Junior Tardioli, stabilendo nell'occasione la migliore prestazione italiana under 23 della specialità con il tempo di 38"92, primato che pochi giorni dopo a Grosseto è stato portato a 38"76 dal quartetto composto dagli stessi Marek, Melluzzo, Ricci e Lorenzo Simonelli.
In occasione degli Europei casalinghi di Roma 2024 ha gareggiato con la squadra azzurra della staffetta 4×100 metri, scendendo in pista da primo frazionista sia in batteria che in finale e conquistando la medaglia d'oro con il tempo di 37"82. Pochi giorni dopo ha conquistato a La Spezia il suo primo titolo italiano assoluto dei 100 metri piani, vincendo la gara con il primato personale di 10"12. Due mesi dopo ha gareggiato, sempre nella staffetta veloce, ai Giochi olimpici di Parigi, classificandosi quarto con il tempo di 37"68, a sette centesimi dal podio.

## Record nazionali
Promesse (under 23)
- Staffetta 4×100 metri: 38"76 ( Grosseto, 21 luglio 2023) (Eric Marek, Matteo Melluzzo, Marco Ricci, Lorenzo Simonelli)

Juniores (under 20)
- Staffetta 4×100 metri: 39"28 ( Nairobi, 22 agosto 2021) (Angelo Ulisse, Matteo Melluzzo, Filippo Cappelletti, Lorenzo Simonelli)

## Progressione

### 100 metri piani
| Stagione | Tempo | Luogo     | Data      | Rank. Mond. |
| -------- | ----- | --------- | --------- | ----------- |
| 2024     | 10"12 | La Spezia | 29-6-2024 | 126º        |
| 2023     | 10"36 | Parigi    | 9-6-2023  |             |
| 2023     | 10"36 | Espoo     | 13-7-2023 |             |
| 2022     | 10"28 | Orano     | 30-6-2022 | 329º        |
| 2021     | 10"25 | Savona    | 13-5-2021 | 192º        |
| 2020     | 10"59 | Palermo   | 4-7-2020  |             |
| 2019     | 10"48 | Baku      | 23-7-2019 |             |
| 2018     | 10"83 | Palermo   | 25-5-2018 |             |

## Palmarès
| Anno | Manifestazione          | Sede      | Evento      | Risultato  | Prestazione | Note                                     |
| ---- | ----------------------- | --------- | ----------- | ---------- | ----------- | ---------------------------------------- |
| 2021 | Europei U20             | Tallinn   | 100 m piani | Bronzo     | 10"31       |                                          |
| 2021 | Europei U20             | Tallinn   | 4×100 m     | Bronzo     | 40"18       |                                          |
| 2021 | Mondiali U20            | Nairobi   | 100 m piani | 6º         | 10"49       |                                          |
| 2021 | Mondiali U20            | Nairobi   | 4×100 m     | 4º         | 39"28       | Miglior prestazione nazionale under 20   |
| 2022 | Giochi del Mediterraneo | Orano     | 100 m piani | 4º         | 10"28       |                                          |
| 2022 | Giochi del Mediterraneo | Orano     | 4×100 m     | Oro        | 38"95       | Miglior prestazione personale stagionale |
| 2022 | Europei                 | Monaco    | 4×100 m     | Batteria   | 39"02       |                                          |
| 2023 | Mediterraneo U23 indoor | Valencia  | 60 m piani  | Bronzo     | 6"74        | Miglior prestazione personale            |
| 2023 | Giochi europei          | Chorzów   | A squadre   | Oro        | 426,5 p.    | [ 2 ]                                    |
| 2023 | Europei U23             | Espoo     | 100 m piani | Semifinale | 10"36       | =                                        |
| 2023 | Europei U23             | Espoo     | 4×100 m     | Oro        | 38"92       | Miglior prestazione nazionale under 23   |
| 2024 | Europei                 | Roma      | 100 m piani | Semifinale | dnf         |                                          |
| 2024 | Europei                 | Roma      | 4×100 m     | Oro        | 37"82       | Miglior prestazione europea stagionale   |
| 2024 | Giochi olimpici         | Parigi    | 4×100 m     | 4º         | 37"68       | Miglior prestazione personale stagionale |
| 2025 | World Relays            | Guangzhou | 4×100 m     | 5º         | 38"20       |                                          |

## Campionati nazionali
- 1 volta campione nazionale assoluto dei 100 m piani (2024)

2018
- Argento ai campionati italiani allievi, 100 m piani - 10"96
- 4º ai campionati italiani allievi, 200 m piani - 22"19

2019
- Oro ai campionati italiani allievi indoor, 60 m piani - 6"81
- Oro ai campionati italiani allievi (Agropoli), 100 m piani - 10"49

2020
- 5º ai campionati italiani juniores, 200 m piani - 22"04

2021
- Bronzo ai campionati italiani assoluti indoor, 60 m piani - 6"89
- Argento ai campionati italiani assoluti (Rovereto), 100 m piani - 10"34

2022
- Argento ai campionati italiani promesse, 100 m piani - 10"41
- Eliminato in batteria ai campionati italiani assoluti (Rieti), 100 m piani - 10"54

2023
- 7º ai campionati italiani assoluti, 100 m piani - 10"70
- Argento ai campionati italiani promesse indoor, 60 m piani - 6"75

2024
- Bronzo ai campionati italiani promesse indoor, 60 m piani - 6"75
- Oro ai campionati italiani assoluti (La Spezia), 100 m piani - 10"12

## Altre competizioni internazionali
2019
- Argento al Festival olimpico della gioventù europea ( Baku), 100 m piani - 10"48

2023
- Campionati europei a squadre di atletica leggera ( Chorzów)